# Ewald Heinrich Rübsaamen

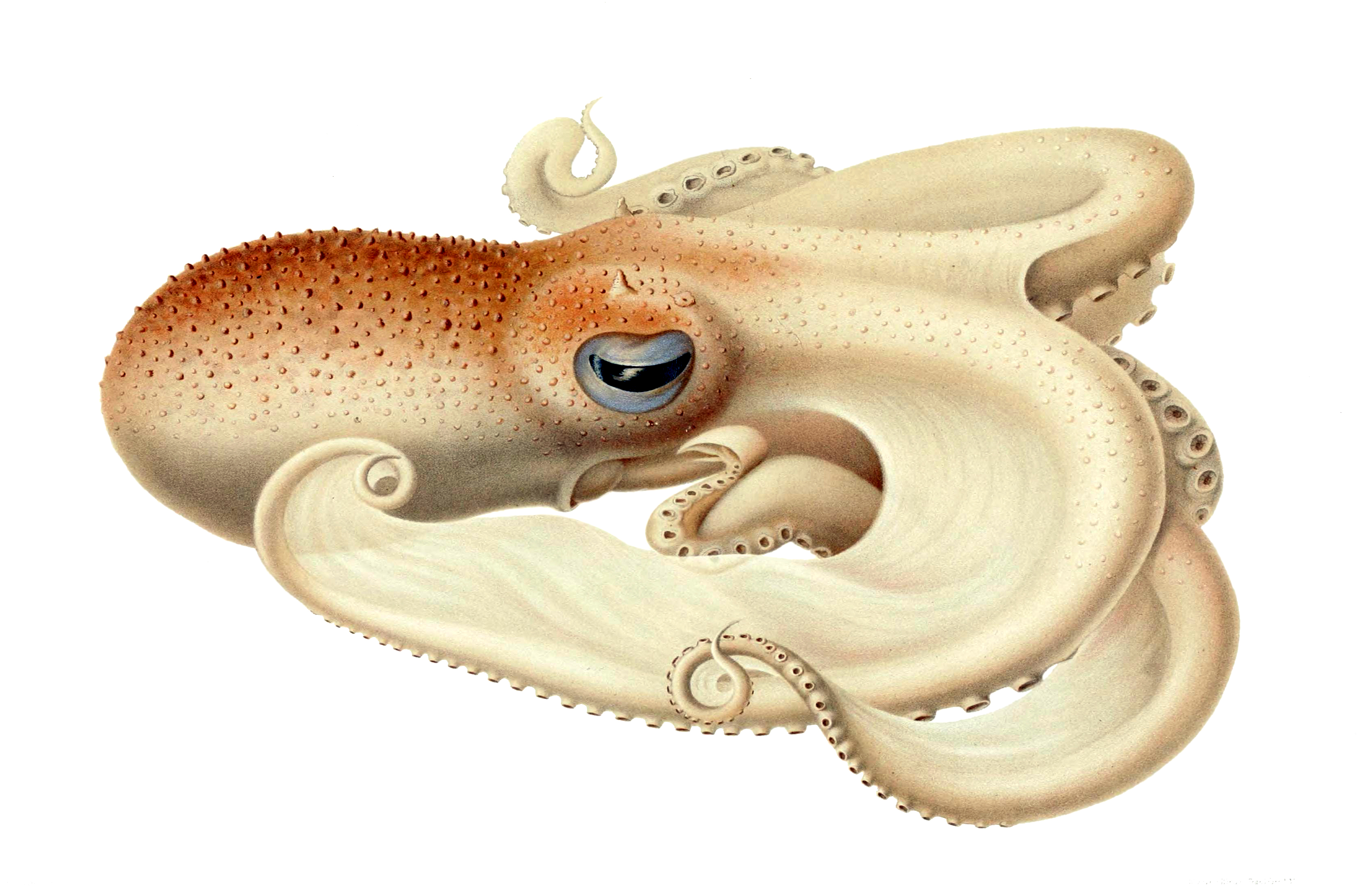
Farbzeichnung des Tiefsee-Kraken Velodona togata, nur eine von zahlreichen von Rübsaamen angefertigten Abbildungen in dem 1915 erschienenen Valdivia-Expeditions-Band über die Kopffüßer

Ewald Heinrich Rübsaamen (* 20. Mai 1857 in Haardt, Kreis Siegen; † 17. März 1919 in Metternich bei Koblenz) war ein deutscher Naturwissenschaftler.
Rübsaamen kam als Sohn des Feinmechanikers Franz Rübsaamen und dessen Ehefrau Mathilde, geborene Franz, zur Welt. Seine Schulausbildung erhielt er zunächst in der Volksschule in Weidenau, später am Realgymnasium in Siegen, das er mit dem Abitur abschloss.
Dem Wunsch seines Vaters, dem Inhaber einer Fabrik für Bergwerksinstrumente, folgend, nahm er 1875 an der Höheren Technischen Schule in Karlsruhe ein Mathematikstudium auf. Nach vier Semestern verließ er aber die Universität und widmete sich mit Zustimmung der Eltern seiner künstlerischen Berufung. Er kehrte in seine siegerländische Heimat zurück und ließ sich am Lehrerseminar in Hilchenbach zum Zeichenlehrer ausbilden. Von 1878 an war er an einer Volksschule in Steinhauserberg tätig, wechselte aber im Frühjahr 1879 als Leiter einer Privatschule nach Siegen. In dieser Zeit begann Rübsaamen als Autodidakt ein intensives Studium der Botanik und Zoologie. Sein besonderes Interesse galt dabei der Pflanzengallenkunde und der Erforschung der Familie der Gallmücken.
Nach dem Tod seines Vaters im Jahr 1891 zog die gesamte Familie nach Berlin. Dort arbeitete er anfänglich als Zeichenlehrer. Seine Mutter spornte ihn jedoch an, seine botanischen Studien weiter zu verfolgen. Er fand eine Anstellung am Pflanzenphysiologischen Institut der Landwirtschaftlichen Hochschule. Parallel dazu besuchte er von 1892 bis 1893 die Königliche Kunstschule, die er mit Examen abschloss. Gleichwohl widmete sich Rübsaamen in den folgenden Jahren nur mehr seinem botanischen Interesse. Ohne Bezahlung ließ er sich im Museum für Naturkunde bei Karl August Möbius anstellen und wurde später dessen Forschungsassistent auf dem Gebiet der Entomologie. Unter anderem beschrieb er in zahlreichen Darstellungen die Pflanzengalle und ihre Erreger. Anlässlich der Internationalen Gartenbauausstellung 1897 in Hamburg, auf der er mehr als 100 seiner Exponate ausstellte, wurde er von der Stadt Hamburg mit der Großen Goldenen Verdienstmedaille ausgezeichnet. Von 1909 an war Rübsaamen im Rheinland Leiter der staatlichen Reblausbekämpfung. 1912 wurde ihm vom Landwirtschaftsministerium der Titel eines Professors verliehen und 1917 wurde er Mitglied der Leopoldinischen-Carolinischen Akademie der Wissenschaften in Halle (Saale).
Seine letzten Lebensjahre waren von Krankheit gekennzeichnet. So litt er neben Herz- und Lungenbeschwerden auch an Wassersucht. Am 17. März 1919 starb er im Alter von 61 Jahren.